# Тулия Младша
Тулия Младша (на латински: Tullia) е според легендата по-малката дъщеря на римския цар Сервий Тулий, който управлява през 578 – 534 пр.н.е. и допринася за неговото сваляне от трона. Тя е царица на Древен Рим.
Тулия Младша е омъжена за Арун Тарквиний, син на Тарквиний Приск и брат на Луций Тарквиний Горди. Тулия обаче заговорничи с Горди, който е съпруг на нейната сестра Тулия Старша, да отнемат трона на нейния баща, като за целта планират да убият Арун и нейната сестра.
Тя се омъжва след това за своя зет Тарквиний Горди, който за да стане цар на Рим блъска Сервий Тулий по стълбите на Курията. Тарквиний Горди изпраща хора, които настигат бягащия стар цар под Есквилин на кръстовището на vicus Cyprius и clivus Urbius и го убиват. Когато Тулия, се връща с колесницата си от Форума, където първа поздравила съпруга си като нов цар, се връща към дома си, нейният кочияш вижда трупа на нейния баща. Той отказва да кара по-нататък, тогава Тулия сама подкарва конете през трупа на баща си. Тя пристига цялата в кръв в къщи. Затова мястото, където се случва това нещо се нарича vicus sceleratus (= „Уличката на престъплението“). През 509 пр.н.е. Тарквиний Горди е свален от трона от Луций Юний Брут, според Ливий, тя бяга от Рим. Тулия Младша умира рано по неизяснени причини.